# 月球的起源

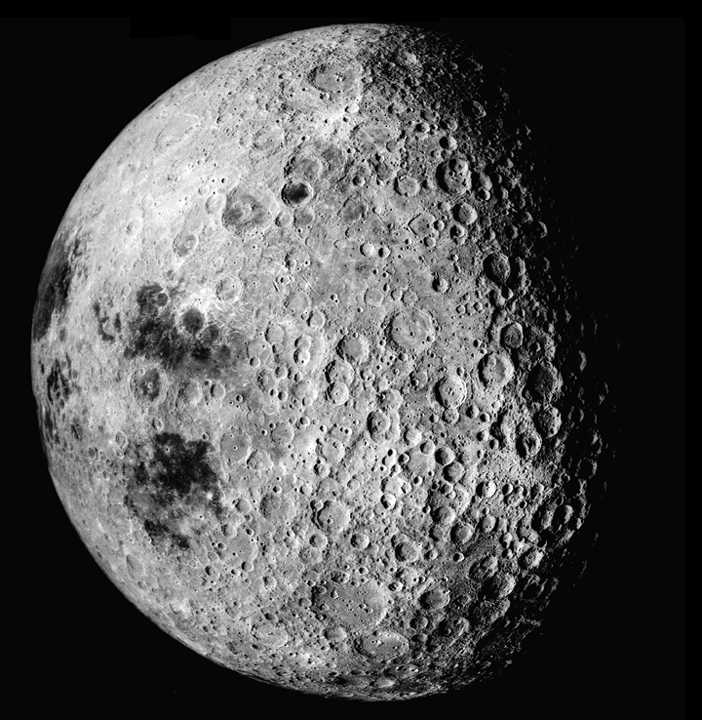
月球背面

月球的起源主流認為是由一個火星大小的物體撞擊地球，形成一個碎片環，最終收集成一顆天然衛星，但這一大碰撞假說有很多變體，也有其它的解釋；月球是如何形成的研究仍在繼續。提出的其它場景包括捕獲說、分裂說、同源說、聯合體（英語：synestia，凝聚理論）、星子碰撞（由類小行星形成）和碰撞理論。
標準的大撞擊假說表明，一個名為特亞（英語：Theia）的火星大小天體撞擊了原地球，在地球周圍形成了一個巨大的碎片環，然後吸積形成了月球。這次碰撞還導致了地球23.5°的傾斜軸，從而形成了季節。月球的氧同位素比例似乎與地球基本相同。氧同位素比率可以非常精確地量測，為每個太陽系天體產生一個獨特而獨特的特徵。如果特亞是一顆獨立的原行星，它可能會有與原地球不同的氧同位素特徵，噴出的混合物質也是如此。此外，月球的鈦同位素比率（鈦-50/鈦-47）似乎與地球非常接近（差異在百萬分之四以內），以至於碰撞物體的質量只是月球的一小部分。

## 組成

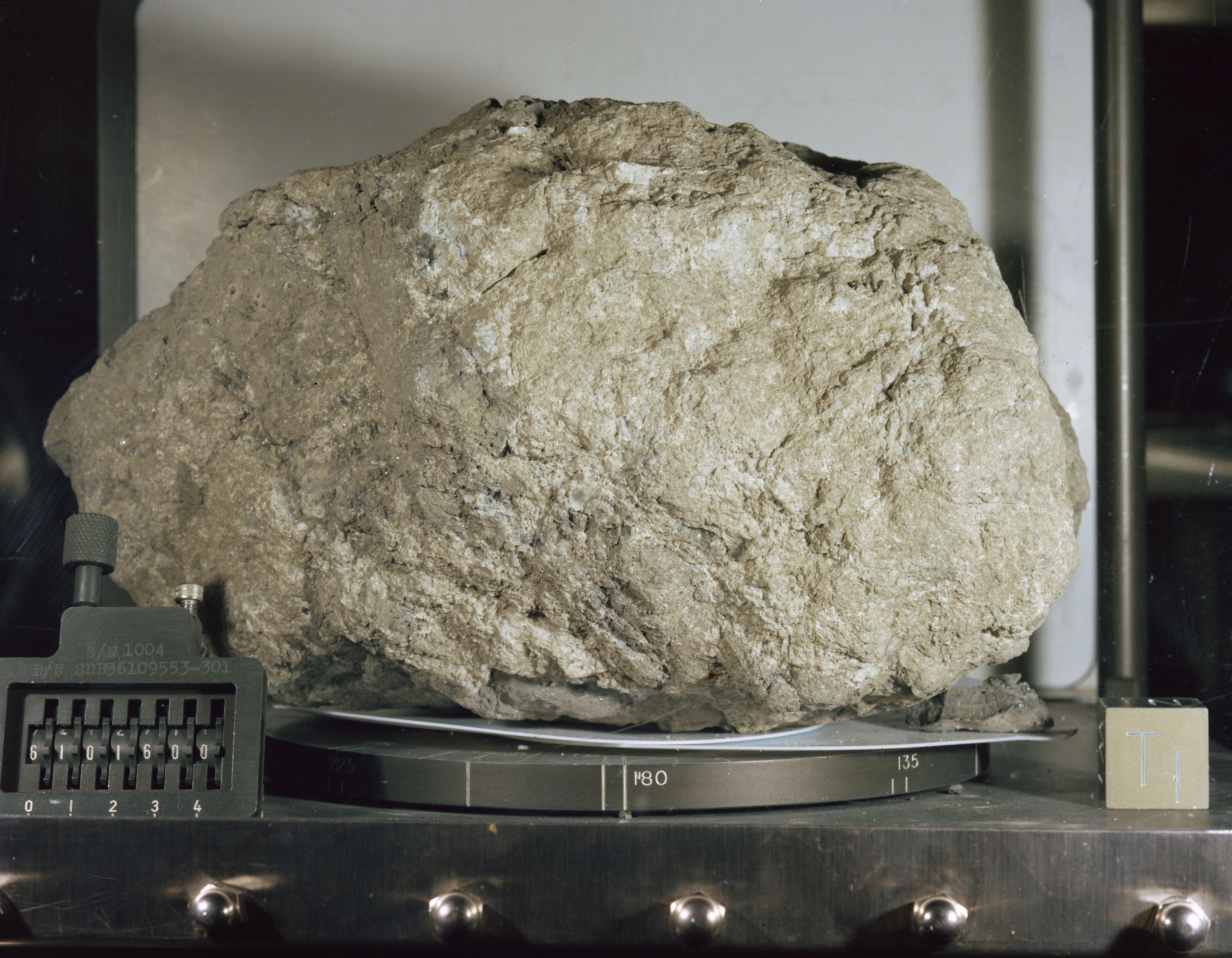
月球樣本61016，更廣為人知的名字是「大騾子」。

一些理論認為，在44.25億年前太陽系形成的早期，原地球沒有大衛星，地球基本上是岩石和熔岩。特亚，火星大小的早期原行星撞擊地球的方式使地球噴出大量物質。這些噴出物的一部分以逃逸速度進入太空，但其餘的在繞地球軌道上合併成一個球體，形成了月球
該假說要求一個直徑約為當前地球90%的原地球與另一個直徑為火星（地球直徑的一半，質量的十分之一）的天體發生碰撞。後者通常被稱為特亞，是希臘神話中月球女神塞勒涅（英語：Selene）的母親的名字。為了使系統得到足夠的角動量來匹配當前的軌道配置，需要這樣的尺寸比。這樣的撞擊將把足夠的物質送入地球軌道，最終積累形成月球。
電腦模擬顯示需要傾斜的撞擊，以形成長臂狀體，然後斷裂形成構成月球的主要物質。這種碰撞所涉及的能量令人印象深刻：可能有數萬億噸物質被熔化和蒸發。在地球這一部分，溫度會上升到10,000 °C（18,000 °F）。
與太陽系中其它岩石行星和衛星比較，月球有著相對較小的鐵核心，可以解釋為特亞的核心大部分合併到地球的核心來解釋。月球樣本中缺乏揮發物，部分原因也是碰撞的能量導致。在環繞地球軌道的物質重新生成過程中，釋放的能量足以融化月球的大部分，從而產生岩漿海洋。
新形成的月球的軌道距離約為今天的十分之一，由於潮汐摩擦將兩個物體的旋轉產生的角動量轉移到月球的軌道運動中，因此月球向外盤旋。在這一過程中，月球的自轉與地球發生了潮汐鎖定，因此月球的一側始終朝向地球。此外，月球將與地球上任何先前存在的小型衛星相撞並合併，這些衛星將共享地球的組成，包括同位素豐度。從那時起，月球的地質狀況就更加獨立於地球了。
2012年一項關於月球上鋅同位素貧化的研究發現，揮發性貧化的證據與地球和月球的大碰撞起源一致。2013年，一項研究表明，月球岩漿中的水與碳質球粒隕石中的水無法區分，在同位素特徵方面與地球的水幾乎相同。

## 假設的導數
儘管大撞擊解釋了地月系統的許多方面，但仍有一些問題尚未解决，例如月球的揮發性元素並沒有像預期的那樣因這種高能撞擊而耗盡。
另一個問題是月球和地球同位素的比較。2001年，對月球岩石的同位素特徵進行了迄今為止最精確的量測。令人驚訝的是，阿波羅月球樣本的同位素特徵與地球岩石相同，但與其它的太陽系天體不同。因為進入軌道形成月球的大部分物質被認為來自特亞，所以這一觀測結果出乎意料。2007年，加州理工學院的研究人員表明，特亞與地球具有相同同位素特徵的可能性很小（不到1%的可能性）。2012年發表的一項對阿波羅月球樣本中鈦同位素的分析表明，月球的成分與地球相同，這與特亞形成於遠離地球軌道的假說相矛盾。

### 多次碰撞論
為了解釋這個問題，羅賓·克納在于2012年發表的《形成月球類似地球的大碰撞》中提出，這兩個相撞天體的大小都是火星的5倍，並且再度的碰撞，形成大盤面的碎片，最終形成了月球。這篇論文是。

### 兩顆行星合併
為了幫助解決這些問題，羅賓·克納於2012年發表的《形成月球類似地球的大碰撞》這一項理論認為，兩個天體（每個的大小都是火星的五倍）碰撞，然後再碰撞，形成了一個由混合碎片組成的大圓盤（聯合體），最終形成了地球和月球。

### 月球作為撞擊後衛星的直接起源
傳統上認為月球是早期地球經由由巨大撞擊噴射的碎片凝聚而成的。然而，這些模型難以解釋地球和月球岩石的相似同位素組成以及系統的角動量，並且潛在撞擊情境的細節引起了激烈的爭辯。2022年發表的一項研究發現，在模擬的高解析度門檻之上巨大撞擊可以立即將一顆質量和鐵含量與月球相似的天然衛星送入遠離地球洛希極限的軌道。即使是最初在洛希極限內通過的天然衛星，也可以經由部分的剝離，然後移到更寬廣、更穩定的軌道上，可靠且可預測的存活下來。此外，這些直接形成的衛星外層是內部較冷的地球地函熔融，大約有60%是由原始地球物質組成。這可以緩解月球類似地球的同位素組成，與預期撞擊的不同特徵之間的緊張關係。立即形成為月球早期的軌道演化開闢了心的選擇，包括解釋月球軌道高度傾斜的可能性，並為月球的起源階段提供了一個更簡單的情景。

### 多重撞擊
在2004年，俄羅斯天體物力學家Nikolai Gorkavyi提出了一種新模型，稱為多顆大型小行星撞擊模型（微行星撞擊說），在2013年，它獲得一群著名的俄羅斯天文學家的支持。稍後，在2017年，由以色列雷霍沃特魏茨曼科学研究学院的行星研究人員撰寫。整體而言，該模型的主要思想表明，月球的形成是由大型小行星（直徑1-100公里）猛烈降雨形成的。這些小行星在數百萬年的時間裡反覆撞擊著羽翼未豐的地球。這一系列較小的撞擊，在早期太陽系中可能更常見，可以將足夠多的地球岩石碎片炸入軌道，形成一個原始衛星盤，然後成為一顆小衛星（moonlet）。隨著反覆撞擊產生更多的碎片時，隨著時間推移。小衛星可能會合併成為一顆大月球 。

### 聯合體假說
在2008年。哈佛和加州大學戴維斯分校開發的電腦模型表明，行星碰撞會創造出一個聯合體（英語：Synestia）：一團蒸發的岩石和金屬，形成一個延伸到月球軌道之外的雙凹盤（類似甜甜圈的形狀）。聯合體最終會縮小併冷卻，以吸積衛星並改造受被撞擊的行星。

## 其它假說
| Density |            |
| 天體    | 密度 g/cm3 |
| 水星    | 5.4        |
| 金星    | 5.2        |
| 地球    | 5.5        |
| 月球    | 3.3        |

### 捕獲說
這個假說認為月球是被地球捕獲的。這種模型一直流行到20世紀80年代，對它有利的一些方面是月球的大小、軌道和潮汐鎖定。
一個問題是捕獲機制難以解說。兩個行星體的近距離相遇通常會導致碰撞或軌道改變。為了使這一假設成立，原始地球周圍可能有一個巨大的大氣層，在月球逃逸之前，它會通過大氣制動來減緩月球的運動。這個假說也可以解釋木星和土星的不規則衛星軌道。然而，這一假設並不能充分解釋兩個天體的氧同位素比率基本相同。

按比例的地球和月球尺度與距離。每像素相當於500公里。

### 分裂說
這是一個現在已經被廢棄的假設，即一個古老的、快速旋轉的地球排出了其質量的。這是由喬治·達爾文（著名生物學家查爾斯·達爾文之子）於1879年提出的，並在阿波羅登月之前一直保持著一定的人氣。1925年，奧地利地質學家Otto Ampferer也認為月球的出現是大陸漂移的原因。
有人提出，太平洋代表了這一事件的創傷。如今，人們已經知道，構成這個海盆的海洋地殼相對年輕，大約只有2億年或更短的歷史，而月球則要古老得多。月球不是由海洋地殼組成，而是由地函物質組成，地函物質起源於前寒武紀的原始地球內部。

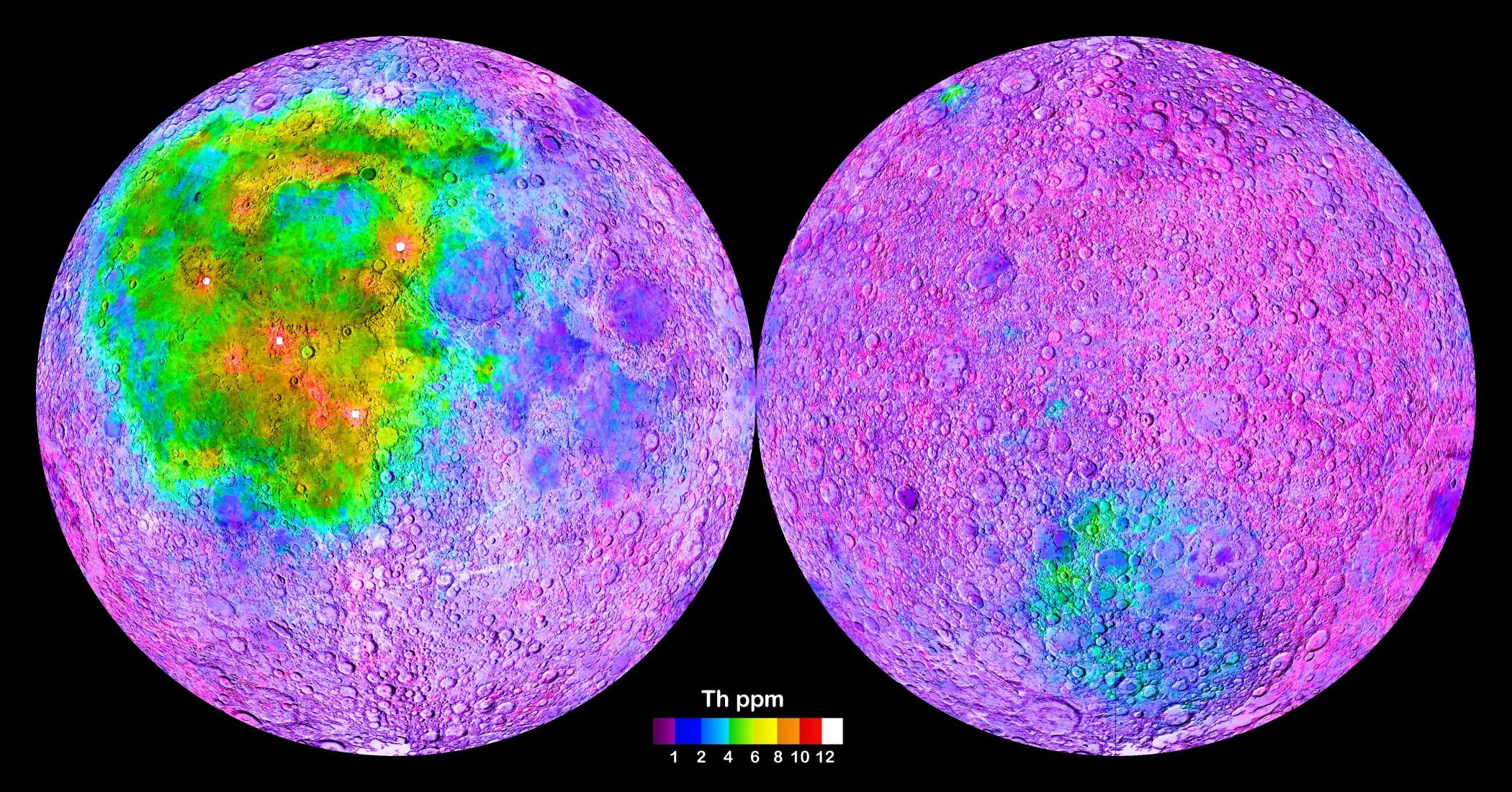
由「月球探勘者」繪製的月球上的釷濃度。

### 孿生說
孿生說說表明，地球和月球是由太陽系的原始吸積盤形成的一個雙行星系統 ，甚至是一個黑洞.。這個假說的問題是，它不能解釋地月系統的角動量，也不能解釋為什麼月球的鐵芯與地球相比相對較小（其半徑為25%，而地球為50%）。

### 核爆炸說
荷蘭科學家Rob de Meijer和Wim van Westrenen在2010年提出，月球可能是由早期旋轉的原地球的離心力引起的核爆炸形成的。離心力會將釷和鈾等重元素集中在赤道平面上，以及地球外核與地函 (地質學)之間的邊界處。如果這些放射性元素的濃度足够高，這可能會導致核連鎖反應變得超臨界，導致核爆炸將月球送入軌道。這個天然核裂變反應堆在地球上的觀測規模要小得多。

## 其它理論和研究

### 2011年
在2011年，據推測，第二顆衛星在45億年前就已經存在。後來與月球產生碰撞，這是月球形成過程中吸積過程的。

### 2013年
一個假設，只是作為一種可能性而提出：月球是地球從金星那兒捕獲。

### 2017年
由阿波羅14號的鋯石碎片鈾鉛測年，顯示月球的年齡約為45.1億年。

### 2020年
美國國家航空暨太空總署的月球勘测轨道飞行器（LRO）微型射頻儀器的一組研究人員得出結論，月球的地下金屬含量，如鐵和鈦，可能比科學家認為的還要豐富。
2020年7月，科學家報告說，月球的形成時間為4.425±0.025 bya，比理論推想的晚了大約8,500萬年，它並且乘載岩漿海洋的時間比以前認為的要長得多（〜2億年）。

### 2023年
在2023年11月1日，科學家報告說，根據電腦模擬，在古代與地球碰撞，後來形成月球，名為特亞的原行星殘骸物可能在地球的內部。